# Gynoplistia (Gynoplistia) wilhelmina
Gynoplistia (Gynoplistia) wilhelmina is een tweevleugelige uit de familie steltmuggen (Limoniidae). De soort komt voor in het Australaziatisch gebied.